# NEPOMUK (Framework)
NEPOMUK (von englisch Networked Environment for Personalized, Ontology-based Management of Unified Knowledge) ist eine Open-Source-Software-Spezifikation mit dem Ziel, einen Semantischen Desktop zu entwickeln, der Metadaten aus verschiedenen Desktop-Anwendungen sammelt und vernetzt.

## Entwicklung
Nepomuk wurde durch das NEPOMUK-Projekt entwickelt. Die Kosten betrugen 17 Mio. Euro, davon wurden 11,5 Mio. durch die Europäische Union finanziert.
Es existieren zurzeit zwei Implementierungen von NEPOMUK: Eine C++/KDE-basierte Variante und ein Java-Proof of Concept.

## KDE
NEPOMUK-KDE ist eine der neueren Technologien in KDE 4. Es benutzt das RDF-Backend Open Link Virtuoso und erlaubt das Assoziieren von Metadaten mit verschiedenen Objekten auf einem Desktop, wie Dateien, Lesezeichen, E-Mails und Kalender-Einträgen.
In KDE 4.13 wurde NEPOMUK durch Baloo ersetzt. Mit Virtuoso als RDF-Backend war es nicht möglich, eine befriedigende Performance zu erreichen.

## Dateiformate
- PIMO[8] beschreibt Personen, Projekte, Themen, Ereignisse etc.
- NIE[9] beschreibt Ressourcen auf einem Desktop (Dateien, Mails etc.)